# Канлифф, Джон Уильям
Джон Уильям Канлифф (англ. John William Cunliffe; 20 января 1865, Болтон, Великобритания — 18 марта 1946, Оганкит, штат Мэн, США) — американский филолог британского происхождения.
Сын журналиста из болтонской городской газеты. Окончил Лондонский университет (бакалавр, 1884, магистр, 1888), там же защитил докторскую диссертацию «Влияние Сенеки на елизаветинскую трагедию» (англ. The Influence of Seneca on Elizabethan Tragedy; 1892). Затем перебрался в Канаду, работал в Montreal Gazette, преподавал в Университете Макгилла. В 1907—1912 годах заведовал кафедрой английского языка в Университете Висконсина. С 1912 года профессор английского языка и литературы и заместитель директора Школы журналистики Колумбийского университета, в 1920—1923 годах её директор. С 1931 года на пенсии.
Подготовил собрание сочинений Джорджа Гаскойна (1907—1910). Опубликовал учебники «Английская литература за последние полвека» (англ. English Literature during the last half century; 1919) и «Французская литература за последние полвека» (англ. French Literature during the last half century; 1923, в соавторстве с П.де Бакуром), учебное пособие «Письмо сегодня: виды журналистской прозы» (англ. Writing of today: models of journalistic prose; 1922) и ряд других учебных и обзорных изданий. Составил антологии «Ранние английские классические трагедии» (англ. Early English classical tragedies; 1912) и «Стихи Великой войны» (англ. Poems of the Great War; 1916).
Брат, Джозеф Герберт Канлифф (1867—1963) — генеральный прокурор графства Ланкашир и член Палаты представителей Британского парламента (1923—1929).